# 데로돈투스과
데로돈투스과(Derodontidae)는 딱정벌레과의 하나로, 데로돈투스상과(Derodontoidea)에 속하는 유일한 과이다. 3개 아과, 4개 속에 38종을 포함하고 있다. 이 과의 딱정벌레는 2~6mm 크기로 작다.

## 하위 분류
3개 아과, 4개 속에 42종을 포함하고 있다.
- 데로돈투스아과 (Derodontinae)
  - 데로돈투스속 (Derodontus) - 11종
- Laricobinae
  - Laricobius - 23종
  - Nothoderodontus - 6종
- Peltasticinae
  - Peltastica - 2종